# Xã Sweetland, Quận Muscatine, Iowa
Xã Sweetland (tiếng Anh: Sweetland Township) là một xã thuộc quận Muscatine, tiểu bang Iowa, Hoa Kỳ. Năm 2010, dân số của xã này là 2.987 người.